# أندرو رايت (لاعب كريكت)
أندرو رايت (30 يونيو 1980 - ) (بالإنجليزية: Andrew Wright)‏ هو لاعب كريكت بريطاني.